# Mull Hill

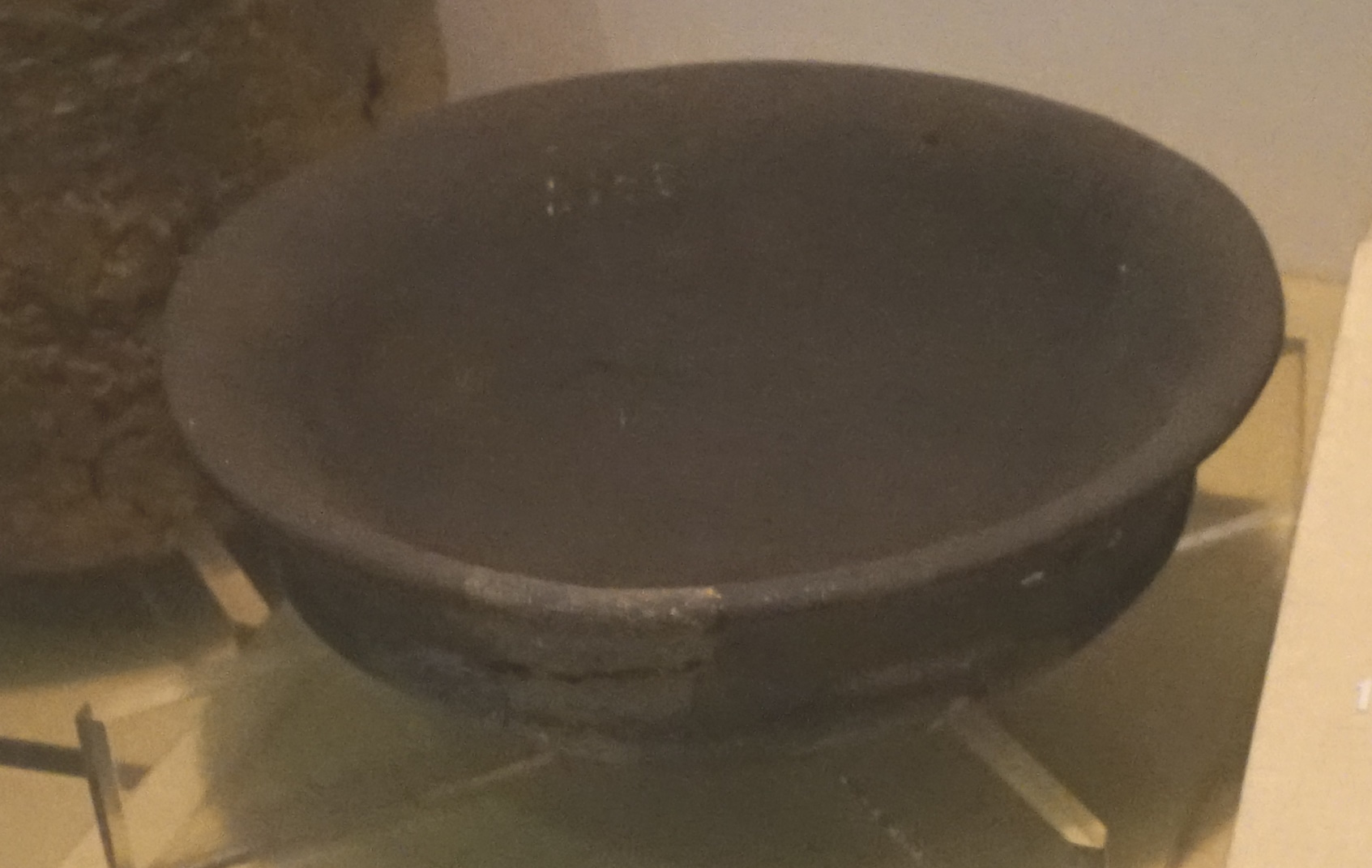
Keramik vom Mull Hill

Die einmalige Anordnung von sechs (teilweise erhaltenen) ringförmig angelegten Kammergräbern liegt unweit des Dorfes Cregneash, bei Port Erin, auf dem Mull Hill (schottisch-gälisch Meayll Hill) im äußersten Süden der Isle of Man.
Der Platz trägt auch die Bezeichnungen „The Graveyard of Broken Slates“, „the Meayll“, oder „Meayll Circle“. Die Bezeichnung Meayll Circle führte dazu, dass Laien den Platz als Steinkreis ansehen. Es ist aber eine etwa 20,0 m weite Anordnung von Megalithanlagen, (sh. Weblink) deren mittig auf die Kammern treffenden Zugänge nach außen weisen. Die Kammern sind bogenförmig an die Kreisform des Monuments angepasst. In der Nähe liegt das neolithische Cronk Karran.
In gewisser Weise ähnlich, aber nicht so groß und präzise gebaut wie Mull Hill sind die waliser Anlage Cerrig y Gof bei Newport Pembrokeshire und Cairnderry, ein Kammergrab (englisch chambered tomb) des Bargrennan-Typs in der Grafschaft Dumfries and Galloway in Schottland.